# FIDE Grand Prix 2022
A FIDE Grand Prix 2022 egy kiemelt erősségű sakkversenysorozat a Nemzetközi Sakkszövetség (FIDE) szervezésében, amely ebben az évben három versenyből áll. A versenysorozat a 2023-as sakkvilágbajnokság kvalifikációs versenysorozatának egyik eleme, amelyről az első két helyezett szerezhet kvalifikációt a világbajnokjelöltek versenyére. Ez utóbbi verseny győztese mérkőzhet meg a regnáló világbajnokkal a világbajnoki címért.
A versenysorozat magyar résztvevője Rapport Richárd, aki a világranglistán elért helyezése és Élő-pontszáma alapján kapott meghívást. Az első tornán az elődöntőben kapott ki a döntőben is győzelmet arató amerikai Nakamura Hikarutól, a második tornát megnyerte, ezzel kivívta a jogot a világbajnokjelöltek versenyén való indulásra.

## A versenysorozat
A versenysorozat három versenyből áll, amelyek közül a résztvevőknek két versenyen kell elindulni. A versenysorozatra 24 versenyző kapott meghívást, akik közül 11-en az Élő-pontszámuk, négyen az előző világkupán elért 5–8. helyezésük, hatan az előző világbajnoki ciklus Grand Swiss Tour versenyén elért helyezésük alapján szereztek jogot, három versenyző a szervezők szabadkártyájával indulhat.
Minden versenyen 16-an játszanak vegyes lebonyolítási rendszerben, ahol először 4 négyfős csoportban kétfordulós körmérkőzést játszanak, majd a csoportok négy első helyezettje vívja kétjátszmás páros mérkőzések formájában az elődöntőket, amelyek győztesei a döntőt. A kétjátszmás páros mérkőzés döntetlen végződése esetén rájátszásokra kerül sor.

### Az időkontroll és a rájátszás szabályai
A versenyeken a hagyományos időbeosztású játszmákban versenyzőnként 90 perc áll rendelkezésre az első 40 lépés megtételéhez, majd további 30 perc a játszma befejezésére. Ezekhez az időkhöz az első lépéstől kezdve lépésenként 30 másodperc többletidőt kapnak.
A csoportkörben ha az első helyen holtverseny áll elő, akkor a holtversenyben élen végzett játékosok rájátszás során döntik el a csoportelsőség sorsát. Ha három versenyző végez azonos eredménnyel, akkor köztük körmérkőzésre kerül sor a rájátszás alábbi szabályai szerint. Ha a csoportkörben négy versenyző végez azonos eredménnyel, akkor a játékosokat párokba sorsolják, akik az alábbi szabályok szerint játszanak páros mérkőzést, majd a két győztes egymással ugyancsak az alábbi szabályok szerinti páros mérkőzésen dönti el a csoportelsőség sorsát.
A kieséses szakaszban rájátszásra kerül sor, ha a 2 rendes játékidejű játszma után döntetlen a mérkőzés állása.
Mindkét szakaszban a rájátszás formátuma a következő:
Először két 15 perces rapidjátszmát váltanak, amelyekben az első lépéstől kezdve lépésenként 10 másodperc többletidőt kapnak. Ha ekkor sem születik döntés, akkor 2 háromperces villámjátszmára kerül sor, amelyekben az első lépéstől kezdve lépésenként 2 másodperc többletidőt kapnak. Ha még a villámjátszmák után is egyenlő lenne az állás, akkor egy armageddonjáték dönt, amelyben világosnak 5 perc, sötétnek 4 perc áll rendelkezésre, amelyben a 61. lépéstől 2 másodperc többletidőt kapnak, és döntetlen esetén sötét győzelmét hirdetik ki.

### A versenyek helyszíne és időpontja
A versenyek helyszíne és időpontja a következő:
- 1. 2022. február 3–14. Berlin, Németország
- 2. 2022. február 28. – március 14. Belgrád, Szerbia
- 3. 2022. március 21. – április 4. Berlin, Németország

### Az eredmények pontozása
| Kör                     | Grand Prix-pont |
| ----------------------- | --------------- |
| Győztes                 | 13              |
| Döntő vesztese          | 10              |
| Elődöntő vesztese       | 7               |
| Csoportkör 2. helyezett | 4               |
| Csoportkör 3. helyezett | 2               |
| Csoportkör 4. helyezett | 0               |

A körmérkőzéses szakaszban holtversenyben végzettek osztoznak a pontokon. Amennyiben például a 2–3. helyen holtverseny keletkezik, akkor mindkét versenyző 3 pontot kap.
Ha a versenysorozat végén a Grand Prix-pontokban alakul ki holtverseny, akkor a sorrend az alábbiak szerint dől el:
- a versenysorozaton elért első helyezések száma;
- a versenysorozaton elért második helyezések száma;
- a rendes játékidőben szerzett pontok száma;
- győzelmek száma a rendes játékidőben;
- sorsolás.

### A díjazás
A Grand Prix versenysorozaton versenyenként 150 000 euró kerül kiosztásra az alábbiak szerint:
| Helyezés                | Díjazás (euró) |
| ----------------------- | -------------- |
| Győztes                 | 24 000         |
| Döntős                  | 14 000         |
| Elődöntők vesztesei     | 10 000         |
| A 2. forduló vesztesei  | 8000           |
| Az 1. forduló vesztesei | 5000           |

## A részt vevő versenyzők
A versenysorozaton az alábbi versenyzők vesznek részt:
| Rajtszám | Név                    | Ország                    | Kvalifikáció              | Élő-pontszám (2021. december) | világranglista helyezés |
| -------- | ---------------------- | ------------------------- | ------------------------- | ----------------------------- | ----------------------- |
| 1        | Ting Li-zsen           | Kína                      | Élő-pontszám (3.)         | 2799                          | 3                       |
| 2        | Levon Aronján          | Amerikai Egyesült Államok | Élő-pontszám (6.)         | 2772                          | 6                       |
| 3        | Anish Giri             | Hollandia                 | Élő-pontszám (7.)         | 2772                          | 7                       |
| 4        | Wesley So              | Amerikai Egyesült Államok | Élő-pontszám (8.)         | 2772                          | 8                       |
| 5        | Sahrijar Mamedjarov    | Azerbajdzsán              | Élő-pontszám (9.)         | 2767                          | 9                       |
| 6        | Alekszandr Griscsuk    | Oroszország               | Élő-pontszám (10.)        | 2764                          | 10                      |
| 7        | Rapport Richárd        | Magyarország              | Élő-pontszám (11.)        | 2763                          | 11                      |
| 8        | Maxime Vachier-Lagrave | Franciaország             | Grand Swiss (6.)          | 2761                          | 12                      |
| 9        | Leinier Domínguez      | Amerikai Egyesült Államok | Élő-pontszám (15.)        | 2752                          | 15                      |
| 10       | Nakamura Hikaru        | Amerikai Egyesült Államok | FIDE-elnök szabadkártyája | 2736                          | –                       |
| 11       | Nyikita Vityugov       | Oroszország               | Élő-pontszám (19.)        | 2731                          | 19                      |
| 12       | Vidit Gujrathi         | India                     | Világkupa (5-8.)          | 2727                          | 22                      |
| 13       | Dmitrij Andrejkin      | Oroszország               | Élő-pontszám (23.)        | 2724                          | 23                      |
| 14       | Danyiil Dubov          | Oroszország               | Rendező szabadkártyája    | 2720                          | 24                      |
| 15       | Pendjála Harikrisna    | India                     | Élő-pontszám (25.)        | 2717                          | 25                      |
| -        | Andrej Jeszipenko      | Oroszország               | FIDE-elnök szabadkártyája | 2714                          | 26                      |
| 16       | Jü Jang-ji             | Kína                      | Grand Swiss (4.)          | 2713                          | 27                      |
| 17       | Sam Shankland          | Amerikai Egyesült Államok | Világkupa (5-8.)          | 2708                          | 29                      |
| 18       | Aleksejs Širovs        | Spanyolország             | Grand Swiss (8.)          | 2704                          | 31                      |
| 19       | Vlagyimir Fedoszejev   | Oroszország               | Világkupa (4.)            | 2704                          | 32                      |
| -        | Radosław Wojtaszek     | Lengyelország             | FIDE-elnök szabadkártyája | 2686                          | 45                      |
| 20       | Alekszandr Predke      | Oroszország               | Grand Swiss (7.)          | 2682                          | 52                      |
| 21       | Grigorij Oparin        | Oroszország               | Grand Swiss (3.)          | 2681                          | 55                      |
| 22       | Vincent Keymer         | Németország               | Grand Swiss (5.)          | 2664                          | 74                      |
| 23       | Amin Tabatabaei        | Irán                      | Világkupa (5-8.)          | 2643                          | 108                     |
| 24       | Étienne Bacrot         | Franciaország             | Világkupa (5-8.)          | 2642                          | 111                     |

## 1. verseny – Berlin, Németország
Az első versenyre Berlinben került sor 2022. február 4–17. között. Egészségi és vízumproblémák miatt Dmitrij Andrejkin és Ting Li-zsen helyett Andrej Jeszipenko és Radosław Wojtaszek játszott.

### Csoportmérkőzések
A kétfordulós, klasszikus időbeosztású körmérkőzéses szakaszban a mérkőzéseket február 4., 5., 6., 7., 9. és 10-én játszották, a rájátszásra február 11-én került sor.

#### A csoport
| Ssz. | Játékos neve              | Élő-p. 2021. december | NAK | NAK | ESI | ESI | GRI | GRI | BAC | BAC | Összp. |
| ---- | ------------------------- | --------------------- | --- | --- | --- | --- | --- | --- | --- | --- | ------ |
| 1    | Nakamura Hikaru (USA)     | 2736                  |     |     | 1   | ½   | 1   | ½   | ½   | ½   | 4      |
| 2    | Andrej Jeszipenko (RUS)   | 2714                  | ½   | 0   |     |     | ½   | ½   | 1   | 1   | 3,5    |
| 3    | Alekszandr Griscsuk (RUS) | 2764                  | ½   | 0   | ½   | ½   |     |     | 1   | ½   | 3      |
| 4    | Étienne Bacrot (FRA)      | 2642                  | ½   | ½   | 0   | 0   | ½   | 0   |     |     | 1,5    |

#### B csoport
| Ssz. | Játékos neve               | Élő-p. 2021. december | RAP | RAP | WOJ | WOJ | FED | FED | OPA | OPA | Összp. | Rájátszás |
| ---- | -------------------------- | --------------------- | --- | --- | --- | --- | --- | --- | --- | --- | ------ | --------- |
| 1    | Rapport Richárd (HUN)      | 2763                  |     |     | ½   | 0   | 1   | 1   | ½   | ½   | 3,5    | 1,5       |
| 2    | Radosław Wojtaszek (POL)   | 2686                  | 1   | ½   |     |     | ½   | ½   | ½   | ½   | 3,5    | 0,5       |
| 3    | Vlagyimir Fedoszejev (RUS) | 2704                  | 0   | 0   | ½   | ½   |     |     | 1   | 1   | 3      | -         |
| 4    | Grigorij Oparin (RUS)      | 2681                  | ½   | ½   | ½   | ½   | 0   | 0   |     |     | 2      | -         |

#### C csoport
| Ssz. | Játékos neve         | Élő-p. 2021. december | ARO | ARO | GUJ | GUJ | DUB | DUB | KEY | KEY | Összp. |
| ---- | -------------------- | --------------------- | --- | --- | --- | --- | --- | --- | --- | --- | ------ |
| 1    | Levon Aronján (USA)  | 2772                  |     |     | 1   | ½   | ½   | ½   | 1   | 1   | 4,5    |
| =2   | Vidit Gujrathi (IND) | 2727                  | ½   | 0   |     |     | 1   | ½   | ½   | ½   | 3      |
| =2   | Danyiil Dubov (RUS)  | 2720                  | ½   | ½   | ½   | 0   |     |     | 1   | ½   | 3      |
| 4    | Vincent Keymer (GER) | 2664                  | 0   | 0   | ½   | ½   | ½   | 0   |     |     | 1,5    |

#### D csoport
| Ssz. | Játékos neve              | Élő-p. 2021. december | DOM | DOM | WSO | WSO | HAR | HAR | SHI | SHI | Összp. | Rájátszás |
| ---- | ------------------------- | --------------------- | --- | --- | --- | --- | --- | --- | --- | --- | ------ | --------- |
| 1    | Leinier Domínguez (USA)   | 2752                  |     |     | 0   | ½   | ½   | 1   | 1   | 1   | 4      | 1,5       |
| 2    | Wesley So (USA)           | 2772                  | ½   | 1   |     |     | ½   | ½   | 1   | ½   | 4      | 0,5       |
| 3    | Pendjála Harikrisna (IND) | 2717                  | 0   | ½   | ½   | ½   |     |     | ½   | ½   | 2,5    | -         |
| 4    | Aleksejs Širovs (ESP)     | 2704                  | 0   | 0   | ½   | 0   | ½   | ½   |     |     | 1,5    | -         |

### Kieséses szakasz
|  | Elődöntők (február 12–14.) | Elődöntők (február 12–14.) | Elődöntők (február 12–14.) |               |    | Döntő (február 15–17.) | Döntő (február 15–17.) | Döntő (február 15–17.) |  |
|  |                            |                            |                            |               |    |                        |                        |                        |  |
|  | 10                         | Nakamura Hikaru            | 1½                         |               |    |                        |                        |                        |  |
|  | 10                         | Nakamura Hikaru            | 1½                         |               |    |                        |                        |                        |  |
|  | 7                          | Rapport Richárd            | ½                          |               |    |                        |                        |                        |  |
|  | 7                          | Rapport Richárd            | ½                          |               | 10 | Nakamura Hikaru        | 3                      |                        |  |
|  |                            |                            |                            |               | 10 | Nakamura Hikaru        | 3                      |                        |  |
|  |                            |                            | 2                          | Levon Aronján | 1  |                        |                        |                        |  |
|  | 2                          | Levon Aronján              | 2                          | Levon Aronján | 1  | 1½                     |                        |                        |  |
|  | 2                          | Levon Aronján              |                            |               |    |                        |                        |                        |  |
|  | 9                          | Leinier Domínguez          | ½                          |               |    |                        |                        |                        |  |

#### 1. elődöntő
| Ssz. | Versenyző neve  | 2021. december Élő-p. | 1 | 2 | Rájátszás | Összp. |
| ---- | --------------- | --------------------- | - | - | --------- | ------ |
| 10   | Nakamura Hikaru | 2736                  | 1 | ½ |           | 1½     |
| 7    | Rapport Richárd | 2763                  | 0 | ½ |           | ½      |

#### 2. elődöntő
| Ssz. | Versenyző neve    | 2021. december Élő-p. | 1 | 2 | Rájátszás | Összp. |
| ---- | ----------------- | --------------------- | - | - | --------- | ------ |
| 2    | Levon Aronján     | 2772                  | 1 | ½ |           | 1½     |
| 9    | Leinier Domínguez | 2752                  | 0 | ½ |           | ½      |

#### Döntő
| Ssz. | Versenyző neve  | 2021. december Élő-p. | 1 | 2 | R1 | R2 | Összp. |
| ---- | --------------- | --------------------- | - | - | -- | -- | ------ |
| 10   | Nakamura Hikaru | 2736                  | ½ | ½ | 1  | 1  | 3      |
| 2    | Levon Aronján   | 2772                  | ½ | ½ | 0  | 0  | 1      |

## 2. verseny – Belgrád, Szerbia
A második versenynek Belgrád ad otthont 2022. március 1–14. között. Az orosz versenyzők FIDE-zászló alatt játszanak az Ukrajna megtámadása miatt Oroszország és Fehéroroszország ellen hozott szankciók következtében.

### Csoportmérkőzések
A kétfordulós, klasszikus időbeosztású körmérkőzéses szakaszban a mérkőzésekre március 1., 2., 3., 4., 6., 7-én kerül sor, a rájátszás napja március 8. A csoportgyőztesek jutnak tovább a kieséses szakaszba.

#### A csoport
| Ssz | Versenyző neve             | Élő-p. 2022-03 | AND | AND | SHA | SHA | BAC | BAC | GRI | GRI | Összp. |
| --- | -------------------------- | -------------- | --- | --- | --- | --- | --- | --- | --- | --- | ------ |
| 1   | Dmitrij Andrejkin (FIDE)   | 2724           |     |     | ½   | ½   | 1   | ½   | ½   | 1   | 4      |
| 2   | Sam Shankland (USA)        | 2704           | ½   | ½   |     |     | ½   | ½   | 1   | ½   | 3.5    |
| 3   | Étienne Bacrot (FRA)       | 2635           | ½   | 0   | ½   | ½   |     |     | ½   | ½   | 2.5    |
| 4   | Alekszandr Griscsuk (FIDE) | 2758           | 0   | ½   | ½   | 0   | ½   | ½   |     |     | 2      |

#### B csoport
| Ssz | Versenyző neve            | Élő-p. 2022-03 | GIR | GIR | VIT | VIT | TAB | TAB | HAR | HAR | Összp. |
| --- | ------------------------- | -------------- | --- | --- | --- | --- | --- | --- | --- | --- | ------ |
| 1   | Anish Giri (NED)          | 2771           |     |     | 1   | ½   | 1   | ½   | ½   | ½   | 4      |
| =2  | Nyikita Vityugov (FIDE)   | 2726           | ½   | 0   |     |     | ½   | ½   | ½   | 1   | 3      |
| =2  | Amin Tabatabaei (IRI)     | 2623           | ½   | 0   | ½   | ½   |     |     | ½   | 1   | 3      |
| 4   | Pendjála Harikrisna (IND) | 2716           | ½   | ½   | 0   | ½   | 0   | ½   |     |     | 2      |

#### C csoport
| Ssz | Versenyző neve              | Élő-p. 2022-03 | RAP | RAP | GUJ | GUJ | SIR | SIR | FED | FED | Összp. |
| --- | --------------------------- | -------------- | --- | --- | --- | --- | --- | --- | --- | --- | ------ |
| 1   | Rapport Richárd (HUN)       | 2762           |     |     | 1   | 1   | ½   | ½   | ½   | ½   | 4      |
| 2   | Vidit Gujrathi (IND)        | 2723           | 0   | 0   |     |     | 1   | ½   | 1   | ½   | 3      |
| =3  | Aleksejs Širovs (ESP)       | 2691           | ½   | ½   | ½   | 0   |     |     | 1   | 0   | 2.5    |
| =3  | Vlagyimir Fedoszejev (FIDE) | 2704           | ½   | ½   | ½   | 0   | 1   | 0   |     |     | 2.5    |

#### D csoport
| Ssz | Versenyző neve               | Élő-p. 2022-03 | MVL | MVL | MAM | MAM | PRE | PRE | JAN | JAN | Összp. |
| --- | ---------------------------- | -------------- | --- | --- | --- | --- | --- | --- | --- | --- | ------ |
| 1   | Maxime Vachier-Lagrave (FRA) | 2761           |     |     | ½   | ½   | ½   | 1   | ½   | ½   | 3.5    |
| =2  | Sahrijar Mamedjarov (AZE)    | 2776           | ½   | ½   |     |     | ½   | ½   | ½   | ½   | 3      |
| =2  | Alexandr Predke (FIDE)       | 2682           | 0   | ½   | ½   | ½   |     |     | ½   | 1   | 3      |
| 4   | Jü Jang-ji (CHN)             | 2713           | ½   | ½   | ½   | ½   | 0   | ½   |     |     | 2.5    |

### Kieséses szakasz
|  | Elődöntők (március 9–11.) | Elődöntők (március 9–11.)    | Elődöntők (március 9–11.) |                       |    | Döntő (március 12–14.)   | Döntő (március 12–14.) | Döntő (március 12–14.) |  |
|  |                           |                              |                           |                       |    |                          |                        |                        |  |
|  | 13                        | Dmitrij Andrejkin (FIDE)     | 2½                        |                       |    |                          |                        |                        |  |
|  | 13                        | Dmitrij Andrejkin (FIDE)     | 2½                        |                       |    |                          |                        |                        |  |
|  | 3                         | Anish Giri (NED)             | 1½                        |                       |    |                          |                        |                        |  |
|  | 3                         | Anish Giri (NED)             | 1½                        |                       | 13 | Dmitrij Andrejkin (FIDE) | ½                      |                        |  |
|  |                           |                              |                           |                       | 13 | Dmitrij Andrejkin (FIDE) | ½                      |                        |  |
|  |                           |                              | 7                         | Rapport Richárd (HUN) | 1½ |                          |                        |                        |  |
|  | 7                         | Rapport Richárd (HUN)        | 7                         | Rapport Richárd (HUN) | 1½ | 1½                       |                        |                        |  |
|  | 7                         | Rapport Richárd (HUN)        |                           |                       |    |                          |                        |                        |  |
|  | 8                         | Maxime Vachier-Lagrave (FRA) | ½                         |                       |    |                          |                        |                        |  |

#### Első elődöntő
|    | Név                      | 2022-03 Élő-p. | 1 | 2 | R  | Összp. |
| -- | ------------------------ | -------------- | - | - | -- | ------ |
| 13 | Dmitrij Andrejkin (FIDE) | 2724           | ½ | ½ | 1½ | 2,5    |
| 3  | Anish Giri (NED)         | 2771           | ½ | ½ | ½  | 1,5    |

#### Második elődöntő
|   | Név                          | 2022-03 Élő-p. | 1 | 2 | R. | Összp. |
| - | ---------------------------- | -------------- | - | - | -- | ------ |
| 7 | Rapport Richárd (HUN)        | 2762           | 1 | ½ |    | 1,5    |
| 8 | Maxime Vachier-Lagrave (FRA) | 2761           | 0 | ½ |    | 0,5    |

#### Döntő
| Ssz. | Versenyző neve           | 2022-03 Élő-p. | 1 | 2 | R | Összp. |
| ---- | ------------------------ | -------------- | - | - | - | ------ |
| 13   | Dmitrij Andrejkin (FIDE) | 2724           | ½ | 0 |   | 0,5    |
| 7    | Rapport Richárd (HUN)    | 2762           | ½ | 1 |   | 1,5    |

## 3. verseny – Berlin, Németország
A 3. versenyre Berlinben március 22. és április 4. között kerül sor. Dmitrij Andrejkin az Ukrajna elleni inváziót támogató kijelentései miatt féléves eltiltást kapott, helyette Andrej Jeszipenko játszott.

### Csoportmérkőzések
A kétfordulós, klasszikus időbeosztású körmérkőzéses szakaszban a mérkőzésekre március 22–25 között, valamint 27-én és 28-án került sor, a rájátszás napja március 29. A csoportgyőztesek jutnak tovább a kieséses szakaszba.

#### A csoport
| Ssz | Versenyző neve           | Élő-p. 2022-03 | NAK | NAK | OPA | OPA | ARO | ARO | JES | JES | Összp. |
| --- | ------------------------ | -------------- | --- | --- | --- | --- | --- | --- | --- | --- | ------ |
| 1   | Nakamura Hikaru (USA)    | 2750           |     |     | 1   | ½   | 1   | 0   | ½   | 1   | 4      |
| 2   | Grigorij Oparin (FIDE)   | 2674           | ½   | 0   |     |     | 1   | ½   | 1   | ½   | 3,5    |
| 3   | Levon Aronján (USA)      | 2785           | 1   | 0   | ½   | 0   |     |     | 1   | ½   | 3      |
| 4   | Andrej Jeszipenko (FIDE) | 2723           | 0   | ½   | ½   | 0   | ½   | 0   |     |     | 1,5    |

#### B csoport
| Ssz | Versenyző neve            | Élő-p. 2022-03 | MAM | MAM | KEY | KEY | DOM | DOM | DUB | DUB | Összp. | R1 | R2 | B1 | B2 | R.pont |
| --- | ------------------------- | -------------- | --- | --- | --- | --- | --- | --- | --- | --- | ------ | -- | -- | -- | -- | ------ |
| 1   | Sahrijar Mamedjarov (AZE) | 2776           |     |     | 1   | ½   | ½   | ½   | ½   | ½   | 3,5    | 1  | 0  | 1  | 1  | 3      |
| 2   | Vincent Keymer (GER)      | 2655           | ½   | 0   |     |     | 1   | ½   | 1   | ½   | 3,5    | 0  | 1  | 0  | 0  | 1      |
| 3   | Leinier Domínguez (USA)   | 2756           | ½   | ½   | ½   | 0   |     |     | ½   | 1   | 3      | -  | -  | -  | -  | -      |
| 4   | Danyiil Dubov (FIDE)      | 2711           | ½   | ½   | ½   | 0   | 0   | ½   |     |     | 2      | -  | -  | -  | -  | -      |

#### C csoport
| Ssz | Versenyző neve               | Élő-p. 2022-03 | SHA | SHA | WSO | WSO | PRE | PRE | MVL | MVL | Összp. | R1 | R2 | R. pont |
| --- | ---------------------------- | -------------- | --- | --- | --- | --- | --- | --- | --- | --- | ------ | -- | -- | ------- |
| 1   | Wesley So (USA)              | 2778           | ½   | ½   |     |     | ½   | ½   | ½   | 1   | 3,5    | 1  | ½  | 1,5     |
| 2   | Sam Shankland (USA)          | 2704           |     |     | ½   | ½   | ½   | 1   | ½   | ½   | 3,5    | 0  | ½  | 0,5     |
| =3  | Alekszandr Predke (FIDE)     | 2682           | 0   | ½   | ½   | ½   |     |     | 1   | 0   | 2,5    | -  | -  | -       |
| =3  | Maxime Vachier-Lagrave (FRA) | 2761           | ½   | ½   | 0   | ½   | 1   | 0   |     |     | 2,5    | -  | -  | -       |

#### D csoport
| Ssz | Versenyző neve          | Élő-p. 2022-03 | TAB | TAB | VIT | VIT | YAN | YAN | GIR | GIR | Összp. |
| --- | ----------------------- | -------------- | --- | --- | --- | --- | --- | --- | --- | --- | ------ |
| 1   | Amin Tabatabaei (IRI)   | 2623           |     |     | 1   | 0   | ½   | ½   | ½   | 1   | 3,5    |
| =2  | Nyikita Vityugov (FIDE) | 2726           | 1   | 0   |     |     | ½   | ½   | ½   | ½   | 3      |
| =2  | Jü Jang-ji (CHN)        | 2713           | ½   | ½   | ½   | ½   |     |     | ½   | ½   | 3      |
| 4   | Anish Giri (NED)        | 2771           | 0   | ½   | ½   | ½   | ½   | ½   |     |     | 2,5    |

### Kieséses szakasz
|  | Elődöntők (március 30–április 1) | Elődöntők (március 30–április 1) | Elődöntők (március 30–április 1) |                 |    | Döntő (április 2–4)   | Döntő (április 2–4) | Döntő (április 2–4) |  |
|  |                                  |                                  |                                  |                 |    |                       |                     |                     |  |
|  | 10                               | Nakamura Hikaru (USA)            | 3                                |                 |    |                       |                     |                     |  |
|  | 10                               | Nakamura Hikaru (USA)            | 3                                |                 |    |                       |                     |                     |  |
|  | 5                                | Sahrijar Mamedjarov (AZE)        | 1                                |                 |    |                       |                     |                     |  |
|  | 5                                | Sahrijar Mamedjarov (AZE)        | 1                                |                 | 10 | Nakamura Hikaru (USA) |                     |                     |  |
|  |                                  |                                  |                                  |                 | 10 | Nakamura Hikaru (USA) |                     |                     |  |
|  |                                  |                                  | 4                                | Wesley So (USA) |    |                       |                     |                     |  |
|  | 4                                | Wesley So (USA)                  | 4                                | Wesley So (USA) | 3  |                       |                     |                     |  |
|  | 4                                | Wesley So (USA)                  |                                  |                 |    |                       |                     |                     |  |
|  | 23                               | Amin Tabatabaei (IRI)            | 1                                |                 |    |                       |                     |                     |  |

#### Első elődöntő
|    | Név                       | 2022-03 Élő-p. | 1 | 2 | R1 | R2 | Összp. |
| -- | ------------------------- | -------------- | - | - | -- | -- | ------ |
| 10 | Nakamura Hikaru (USA)     | 2750           | ½ | ½ | 1  | 1  | 3      |
| 5  | Sahrijar Mamedjarov (AZE) | 2776           | ½ | ½ | 0  | 0  | 1      |

#### Második elődöntő
|    | Név                   | 2022-03 Élő-p. | 1 | 2 | R1 | R2 | Összp. |
| -- | --------------------- | -------------- | - | - | -- | -- | ------ |
| 4  | Wesley So (USA)       | 2778           | 1 | 0 | 1  | 1  | 3      |
| 23 | Amin Tabatabaei (IRI) | 2623           | 0 | 1 | 0  | 0  | 1      |

#### Döntő
|    | Név                   | 2022-03 Élő-p. | 1 | 2 | R1 | R2 | Összp. |
| -- | --------------------- | -------------- | - | - | -- | -- | ------ |
| 10 | Nakamura Hikaru (USA) | 2750           | ½ | ½ | ½  | 0  | 1,5    |
| 4  | Wesley So (USA)       | 2778           | ½ | ½ | ½  | 1  | 2,5    |

## A Grand Prix állása
A ⩾ jel azt mutatja, hogy a versenyző a folyamatban levő versenyen további pontokat szerezhet. Az első két helyezett kvalifikációt szerez a világbajnokjelöltek versenyén való részvételre.
A rövidítések: torna 1. helyezés (T1), torna 2. helyezés (T2), játszmapontszám (JP) és nyert játszmák száma (NY).
| Színkódok | Színkódok                                 | Színkódok | Színkódok           | Színkódok | Színkódok               | Színkódok | Színkódok              | Színkódok | Színkódok | Színkódok | Színkódok |
| Versenyző | Versenyző                                 | Eredmény  | Eredmény            | Eredmény  | Eredmény                | Eredmény  | Eredmény               | Eredmény  | Eredmény  | Eredmény  | Eredmény  |
| --------- | ----------------------------------------- | --------- | ------------------- | --------- | ----------------------- | --------- | ---------------------- | --------- | --------- | --------- | --------- |
|           | Világbajnokjelölti kvalifikációt szerzett |           | A tornán nem indult |           | Kiesett a csoportkörben |           | Kiesett az elődöntőben |           | Döntős    |           | Győztes   |

| Ssz. | Versenyző                    | Berlin | Belgrád | Berlin | Össz. GP-pont | T1 | T2 | JP   | NY | Díj     |
| ---- | ---------------------------- | ------ | ------- | ------ | ------------- | -- | -- | ---- | -- | ------- |
| 1    | Nakamura Hikaru (USA)        | 13     |         | 10     | 23            | 1  | 1  | 12,5 | 6  | €42,000 |
| 2    | Rapport Richárd (HUN)        | 7      | 13      |        | 20            | 1  | 0  | 11   | 6  | €36,000 |
| 3    | Wesley So (USA)              | 4      |         | 13     | 17            | 1  | 0  | 9,5  | 4  | €33,000 |
| 4    | Levon Aronján (USA)          | 10     |         | 2      | 12            | 0  | 1  | 10   | 6  | €25,000 |
| 5    | Dmitrij Andrejkin (FIDE)     |        | 10      |        | 10            | 0  | 1  | 5,5  | 2  | €18,000 |
| 6    | Amin Tabatabaei (IRI)        |        | 3       | 7      | 10            | 0  | 0  | 7,5  | 4  | €20,000 |
| 7    | Sahrijar Mamedjarov (AZE)    |        | 3       | 7      | 10            | 0  | 0  | 7,5  | 1  | €20,000 |
| 8    | Leinier Domínguez (USA)      | 7      |         | 2      | 9             | 0  | 0  | 7,5  | 4  | €19,000 |
| 9    | Sam Shankland (USA)          |        | 4       | 4      | 8             | 0  | 0  | 7    | 2  | €18,000 |
| 10   | Maxime Vachier-Lagrave (FRA) |        | 7       | 1      | 8             | 0  | 0  | 6,5  | 2  | €18,000 |
| 11   | Anish Giri (NED)             |        | 7       | 0      | 7             | 0  | 0  | 7,5  | 2  | €17,000 |
| 12   | Vidit Gujrathi (IND)         | 3      | 4       |        | 7             | 0  | 0  | 6    | 3  | €17,000 |
| 13   | Nyikita Vityugov (FIDE)      |        | 3       | 3      | 6             | 0  | 0  | 6    | 2  | €16,000 |
| =14  | Alexandr Predke (FIDE)       |        | 3       | 1      | 4             | 0  | 0  | 5,5  | 2  | €14,000 |
| =14  | Grigorij Oparin (FIDE)       | 0      |         | 4      | 4             | 0  | 0  | 5,5  | 2  | €14,000 |
| =16  | Andrej Jeszipenko (FIDE)     | 4      |         | 0      | 4             | 0  | 0  | 5    | 2  | €14,000 |
| =16  | Vincent Keymer (GER)         | 0      |         | 4      | 4             | 0  | 0  | 5    | 2  | €14,000 |
| 18   | Radosław Wojtaszek (POL)     | 4      |         |        | 4             | 0  | 0  | 3,5  | 1  | €9,000  |
| 19   | Vlagyimir Fedoszejev (FIDE)  | 2      | 1       |        | 3             | 0  | 0  | 5,5  | 3  | €13,000 |
| 20   | Jü Jang-ji (CHN)             |        | 0       | 3      | 3             | 0  | 0  | 5.5  | 0  | €13,000 |
| 21   | Danyiil Dubov (FIDE)         | 3      |         | 0      | 3             | 0  | 0  | 5    | 1  | €13,000 |
| 22   | Alekszandr Griscsuk (FIDE)   | 2      | 0       |        | 2             | 0  | 0  | 5    | 1  | €12,000 |
| 23   | Pendjála Harikrisna (IND)    | 2      | 0       |        | 2             | 0  | 0  | 4,5  | 0  | €12,000 |
| 24   | Étienne Bacrot (FRA)         | 0      | 2       |        | 2             | 0  | 0  | 4    | 0  | €12,000 |
| 25   | Aleksejs Širovs (ESP)        | 0      | 1       |        | 1             | 0  | 0  | 4    | 1  | €11,000 |
| 26   | Ting Li-zsen (CHN)           |        |         |        | 0             | 0  | 0  | 0    | 0  | €0      |